# Middleton on the Hill
Middleton on the Hill es un pueblo ubicado en el noreste de Herefordshire, Inglaterra, cerca de la frontera con Worcestershire. Middleton-on-the-Hill se encuentra a pocos kilómetros al este de la ruta A49 entre Ludlow y Leominster. Middleton on the Hill es una de las 53 Thankful Villages  (Aldeas Agradecidas) en Inglaterra y Gales que no sufrieron muertes durante la Gran Guerra de 1914 a 1918; como tampoco sufrió pérdidas en la Segunda Guerra Mundial, es una de las 13 aldeas consideradas "doblemente agradecidas". 

## Etimología
Middleton on the Hill no significa "pueblo o pueblo intermedio" (del inglés antiguo middel y tūn "granja, aldea, hacienda") como en la mayoría de los lugares de este nombre (por ejemplo, Middleton, Gran Mánchester: en cambio, la etimología deriva del inglés antiguo "micel" ("grande", relacionado con el inglés moderno) y tūn ("granja, aldea, finca, recinto, mansión", aquí en el sentido "finca", que significa "aldea grande"). El nombre se registró en 1086 en el Domesday Book como Miceltune cuando se le mencionó como parte de las tierras pertenecientes a Leominster "TRE". Después de 1086 perteneció a Durand, el Sheriff, y tenía un valor de diez chelines.

## Edificios
La iglesia de Santa María (Saint Mary's Church) es de estilo normando e inglés temprano, y tiene una gran torre que tenía tres campanas. Esta iglesia es más antigua que la capilla (demolida en 1800). En el cementerio de la iglesia hay un monumento de guerra que, inusualmente, tiene la forma de una linterna. La inscripción dice:

A thank offering to Almighty God 
"At evening time it shall be light "
for the safe return of all the men from this parish 
who fought in the Great War 1914 - 1918 
and 1939 - 1945

En 1874 se erigió una escuela a un costo de £ 210, que podía atender a un máximo de 42 niños. Un edificio de este lugar se llamaba Moor Abbey y fue construido sobre los restos de un edificio mucho más antiguo. Habría tenido un foso.
A poca distancia, alrededor de 3 millas (5 km) al sureste de Middleton y cerca de Tenbury Wells está la iglesia de San Miguel (Church of Saint Michael), fundada por el reverendo Sir Frederick Arthur Gore Ouseley, Bart, MA, con una inversión de casi £ 30,000. Frederick Ouseley fue el hijo prodigio musical de Sir Gore Ouseley, el diplomático que sirvió en Persia, Rusia e India. La iglesia es de estructura de piedra, en el estilo arquitectónico de Punto Medio (Middle Pointed), y fue consagrada el 29 de septiembre de 1856. Hay vitrales en las ventanas este y oeste en particular, que representan figuras de los ángeles y la crucifixión. La fuente está colocada en un pozo de agua bautismal, y solo había dos de su tipo cuando se instaló. El órgano, un instrumento notable que tiene 64 paradas y cuatro manuales, con muchas otras características novedosas y efectivas, se instaló bajo la dirección del Rev. Sir Frederick A. Gore Ouseley, Bart., MA, Mus. Doc., profesor de música en la Universidad de Oxford y catedrático de la catedral de Hereford.

## Demografía
El pueblo ahora es principalmente lugar dormitorio. Su población en 1861 era de 445 y en 1871 ascendía a 382 habitantes. En el censo de 2001, vivían solo 244 personas.

## Radio local
En el lugar puede escucharse la radio Wyvern FM, en el dial 96.7 FM (propiedad de GCap Media ) y 96.4 BRMB (propiedad de GCap Media, y Sunshine 855, así como en BBC Hereford y Worcester). 